# Alimerdan Bey Toptchoubachov
Alimerdan Bey Toptchoubachov, né le 4 mai 1862 à Tbilissi et mort le 8 novembre 1934 à Paris, est un homme politique azerbaïdjanais, ministre des Affaires étrangères, juriste, membre de la Première Douma d'État de la Russie tsariste (1905), membre du Comité exécutif provisoire du Conseil national musulman à Bakou (1917), président du Parlement de la République démocratique d'Azerbaïdjan (1918-1920).

## Vie
Alimerdan Bey Toptchoubachov est né en 1863 à Tbilissi. Il a fait ses premières études au premier gymnase de Tbilissi, a terminé ses études avec succès en 1884 et est entré à la faculté d'histoire et de philologie de l'université de Saint-Pétersbourg.
Cependant, après le premier semestre, il passa à la Faculté de droit, d'où il obtint son diplôme en 1888 et reçut la nomination d'un candidat en jurisprudence. Le conseil scientifique de la faculté de droit de l'université de Saint-Pétersbourg a décidé de maintenir A.Toptchoubachov au département de droit civil en lui accordant le poste de professeur. Cependant, cette décision ne pourrait être valable que si Alimardan Bey Toptchoubachov acceptait l'orthodoxie. Alimardan Bey Toptchoubachov a refusé d'accepter l'orthodoxie et la loi du tsar sur l'université n'autorisait pas A. Toptchoubachov à assumer le poste correspondant, considérant qu'il n'était pas chrétien.
Après cet incident, A. Toptchoubachov s’est rendu à Tbilissi, où il a travaillé comme avocat et a enseigné le droit à l’École de géodésie.
Le 8 novembre 1934, il meurt aux environs de Paris. La tombe d'Alimardan Bey Toptchoubachov est située dans le cimetière de la ville de Saint-Cloud.

## Activité
A. Toptchoubachov est arrivé à Bakou en 1896, a travaillé comme avocat et a remporté plusieurs procès très compliqués. Grâce à ces réalisations, une bonne réputation est créée: il jouit d'un grand respect et d'une grande estime au sein de la population urbaine. Il fut l'un des fondateurs et rédacteurs en chef du journal Kaspi de 1897 à 1917. Des centaines de ses articles furent publiés au cours de ces années. Dans ces articles, A. Toptchoubachov a traité divers sujets scientifiques; Théorique, sur les poètes, les écrivains, les dramaturges, les intellectuels et les personnalités de l'Azerbaïdjan. Il a écrit sur la situation des musulmans sous l'Empire russe et sur la politique discriminatoire du tsarisme.
A.Toptchoubachov est apparu dans l'arène de la lutte politique et sociale à Bakou depuis le début de sa carrière, a été à l'avant-garde de cette lutte et en est devenu l'un des dirigeants tout au long de sa vie. Pendant la révolution russe de 1905-1907, de nombreux intellectuels d'Azerbaïdjan, dont A. Toptchoubachov, rejoignirent la lutte du peuple pour la liberté. Il a écrit une série de pétitions pour la défense des travailleurs sous le joug du gouvernement tsariste, il est intervenu dans des réunions, des congrégations, des rassemblements, était un membre actif et plus tard président de la Douma de Bakou. Il a également participé à la création et à l'exécution du seul syndicat de musulmans en Russie : « Ittifagi-al-Muslim ». Les congrès I-IV de Nijni-Novgorod, à Saint-Pétersbourg, se sont tenus sous sa présidence et il était membre du bureau permanent du Comité central, élu aux congrès « Ittifagi-al-Muslim ».

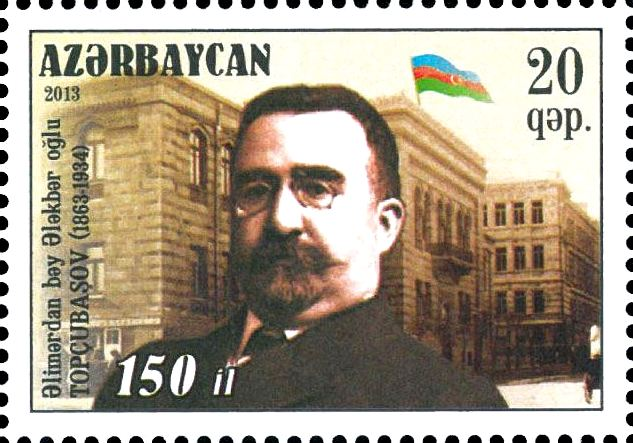
Timbre-poste de l'Azerbaïdjan émis en 2013.

En septembre 1905, le gouvernement tsariste autorisa la réunion des ouvriers de l'industrie pétrolière et de leurs représentants afin de dissuader le prolétariat de Bakou de la lutte révolutionnaire. Il y avait des élections pour envoyer des délégués à la réunion. A. Toptchoubachov faisait partie des représentants élus à la réunion. La réunion a débuté à Saint-Pétersbourg le 30 septembre et A. Toptchoubachov a donné des informations sur la situation déplorable des travailleurs de Bakou défendant leurs intérêts. Le gouvernement tsariste, qui craignait la lutte révolutionnaire des travailleurs russes, qui s'intensifiait de plus en plus, promulgua une loi sur les élections à la Douma d'Etat en décembre 1905. En mars-avril 1906, des élections furent organisées pour la première fois la Douma d'Etat dans les villes de Bakou et d'Elisavetpol.
A. Toptchoubachov a été élu à un poste à la Première Douma d'Etat avec Ismayil khan Ziyadkhanov, M.Aliyev, A.Khasmammadov et d'autres. Du 27 avril au 8 juillet 1906, la Première Douma d'Etat opéra à Saint-Pétersbourg. A. Toptchoubachov a participé à la discussion de plusieurs questions à la Douma, a critiqué les politiques agraires et de réinstallation du gouvernement et a favorisé la revendication d'autonomie des minorités en Russie, notamment des musulmans. Les députés des provinces musulmanes de Russie à la Douma d'Etat ont créé une faction musulmane dirigée par A. Toptchoubachov à la Douma d'Etat. 72 jours ont suffi au gouvernement tsariste pour dissoudre la Douma avec une inclination révolutionnaire et en critiquant son activité. Environ 200 députés se sont réunis à Viborg les 9 et 10 juillet 1906 pour protester contre la dissolution de la Douma et ont accepté l'appel de Viborg.
A. Toptchoubachov était l'un des signataires de cet appel. L'activité politique et sociale de Toptchoubachov s'est encore accrue après les révolutions de février et d'octobre 1917 et a rejoint la lutte pour l'indépendance de l'Azerbaïdjan.
Le 5 mars 1917, le Conseil des organisations publiques et son comité exécutif ont été créés à Bakou. A. Toptchoubachov a rejoint le Comité avec Mammadhasan Hadjinski, I. Folov, I. Heydarov et d'autres membres. En juillet, le nouveau comité du comité composé de 33 membres a été constitué. A. Toptchoubachov a été élu président du nouveau comité. Le 29 mars 1917, le Comité exécutif provisoire du Conseil national musulman fut établi à Bakou. Mémméd Emin Résulzadé, Mammadhasan Hadjinski, A. Toptchoubachov et d'autres ont été sélectionnés au sein de ce comité. Grâce au travail et aux activités intenses des dirigeants de cette organisation, le congrès des musulmans de tout le Caucase s'est réuni à Bakou du 15 au 20 avril 1917.

## Activité au Parlement d'Azerbaïdjan
Le 7 décembre 1918, le Parlement azerbaïdjanais a commencé à agir dans des conditions politiques nouvelles et très difficiles dans le pays. Le président du Conseil national et du parti Musavat, Mémméd Emin Résulzadé, a ouvert le Parlement et a félicité ses membres et les a exhortés à être les défenseurs du bien-être et du bénéfice du peuple. Dans le même temps, M. Résulzadé a proposé d'élire le président et le vice-président du parlement. En dépit d'être à Istanbul, A. Toptchoubachov, qui était bien connu et respecté en Azerbaïdjan et dans tout le Caucase, a été élu à l'unanimité président du premier parlement azerbaïdjanais. Selon l'historien F. Kazimzada, « A. Toptchoubachov, élu président du Parlement, était un avocat doté d'une éducation suprême et d'une très grande tolérance dans ses opinions ». Le 28 décembre, le parlement a défini le corps des délégués qui devaient assister à la conférence de paix à Paris. Les personnes nommées étaient A. Toptchoubachov (président), Mammadhasan Hadjinski (vice-président), A.Cheikhalislamov, Ahmad Bey Aghayev, M. Maharramov, J.Hadjibeyli et M.Mehdiyev.

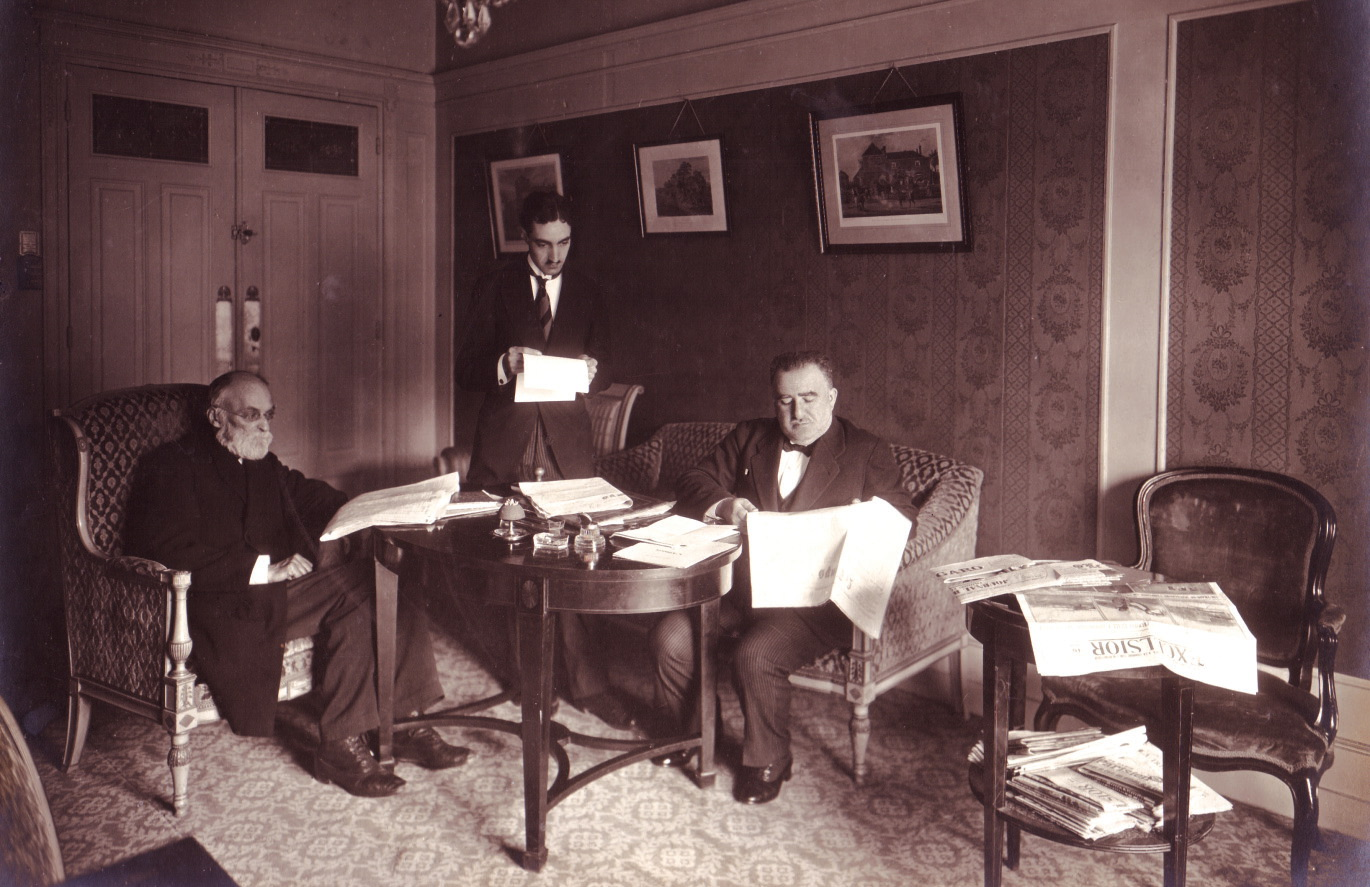

Le 20 janvier, la délégation devant participer à la conférence de paix de Paris est arrivée à Istanbul. Cependant, le gouvernement français ne leur a pas accordé de visas pour pouvoir se rendre à Paris. À ce moment-là, A. Toptchoubachov a rencontré des diplomates et des représentants de Turquie, d'Iran, de Russie, des États-Unis, du Royaume-Uni et de la France, a fourni des informations sur la situation politique et économique en Azerbaïdjan et leur a demandé de contribuer à la reconnaissance par ce pays de pays en tant qu'État indépendant. La France a refusé d'accorder des visas non seulement à l'Azerbaïdjan, mais également aux représentants de Don, de l'Union Daghlilar, de l'Ukraine et de la Géorgie. Ils étaient aussi à Istanbul. Les représentants de ces pays ont commencé à se battre ensemble pour obtenir le visa pour se rendre à Paris. Trois mois après des négociations ardues, le 22 avril 1919, la délégation azerbaïdjanaise conduite par A. Toptchoubachov est partie pour Paris après avoir rempli sa mission. La délégation azerbaïdjanaise arrivée à Paris au début de mai a rencontré les représentants de la Pologne, de la Géorgie, de l'Iran, des États-Unis, de l'Angleterre, etc. et a eu des conversations sur la situation politico-économique.

## Activité en dehors de l'Azerbaïdjan
Le 28 mai 1919, le président américain W. Wilson a reçu la délégation de l'Azerbaïdjan dirigée par A. Toptchoubachov, qui lui a fourni des informations détaillées sur les Azerbaïdjanais et sur la situation politique et économique qui règne en Azerbaïdjan, y compris dans le Caucase. Il lui a également remis un mémorandum composé de trois articles devant être présentés à la Conférence de paix de Paris. Cependant, la délégation azerbaïdjanaise n'a pas atteint ses objectifs lors de la réunion, mais Wilson leur a assuré que « ... à l'avenir, le peuple azerbaïdjanais recevra une aide et une assistance précieuses des États-Unis pour la préservation de leur liberté et de leur indépendance ». « Le mémorandum de paix de Paris de la délégation de la République d'Azerbaïdjan du Caucase », établi avec la participation directe de Toptchoubachov, a été présenté au secrétariat de la conférence de paix. Ce document était composé de 14 sections. Les participants à la conférence ont été largement informés de la situation historique, ethnographique, économique et politique en Azerbaïdjan. La délégation de l'Azerbaïdjan, dirigée par A. Toptchoubachov, a étendu ses activités jour après jour - les 13 juin, 7 juillet et 9 octobre 1919 - et aux côtés des représentants de la Géorgie, de la Lettonie, de l'Estonie, du Caucase du Nord, du L'Ukraine a envoyé une note de protestation, une déclaration et une lettre au président de la conférence de paix de Paris.
Le 15 janvier 1920, A. Toptchoubachov et M. Maharramov de la délégation azerbaïdjanaise et I.Sereteli et Z.Avalov de la délégation géorgienne sont invités au ministère des Affaires étrangères français. Le premier secrétaire du ministère, Jul Cambon, a déclaré que l'Azerbaïdjan était reconnu de facto par les États membres et alliés du Conseil suprême le 11 janvier, accordant à A. Toptchoubachov le document officiel de la Conférence de paix de Paris. Après un bref aperçu de la situation politique en Azerbaïdjan, A. Toptchoubachov a exprimé sa gratitude aux grands pays pour avoir reconnu l'indépendance de l'Azerbaïdjan. Dans le même temps, il a affirmé que la République d'Azerbaïdjan attendait l'assistance des grandes puissances et leur reconnaissance par le droit international de leur indépendance. La reconnaissance de la République d'Azerbaïdjan par les grands États du monde est le fruit du succès de l'activité diplomatique des représentants de l'Azerbaïdjan dirigés par A. Toptchoubachov.
A. Toptchoubachov était une grande figure de la République démocratique d'Azerbaïdjan: dans les années 1920-1934, il vivait à Paris, poursuivait son activité sociopolitique, écrivait des articles sur l'histoire, la géographie, la littérature azerbaïdjanaise, la création de la République démocratique d'Azerbaïdjan, des livres sur des personnages littéraires et des articles pour des journaux et des magazines. Parmi les personnalités éminentes de l'émigration politique, A. Toptchoubachov a rencontré des représentants des milieux officiels français et a soulevé la question de l'aide aux forces nationales dans la lutte pour le chômage en Azerbaïdjan et a discuté des problèmes de relations bilatérales. Il assista aux conférences tenues du 5 au 16 juillet 1920 à Spa (Belgique), du 21 février au 14 mars à Londres (Grande-Bretagne), dans les mois d'avril à mai 1922 à Gênes (Italie). A. Toptchoubachov est décédé dans le quartier Saint-Denis à Paris le 5 novembre 1934 et a été enterré dans le cimetière de Saint-Cloud.
La mère d’Alimardan Bey, Mme Sevar appartenait à la génération des Vakilovlar.

## Mémoire
- Un film intitulé Tombes solitaires a été réalisé sur Alimerdan Bey Toptchoubachov.
- Une plaque commémorative a été installée[4] sur la façade du bâtiment où Alimerdan Bey Toptchoubachov a vécu à Paris[5].
- Un timbre-poste avec un portrait d'Alimerdan Bey Toptchoubachov publié en Azerbaïdjan en 2013[6].
- Il y a une rue à Bakou au nom de Toptchoubachov.

## Galerie

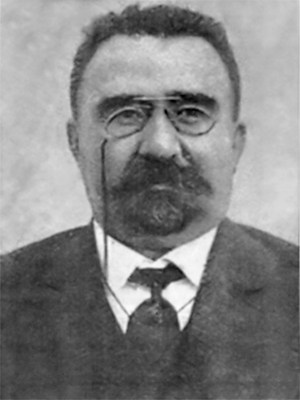
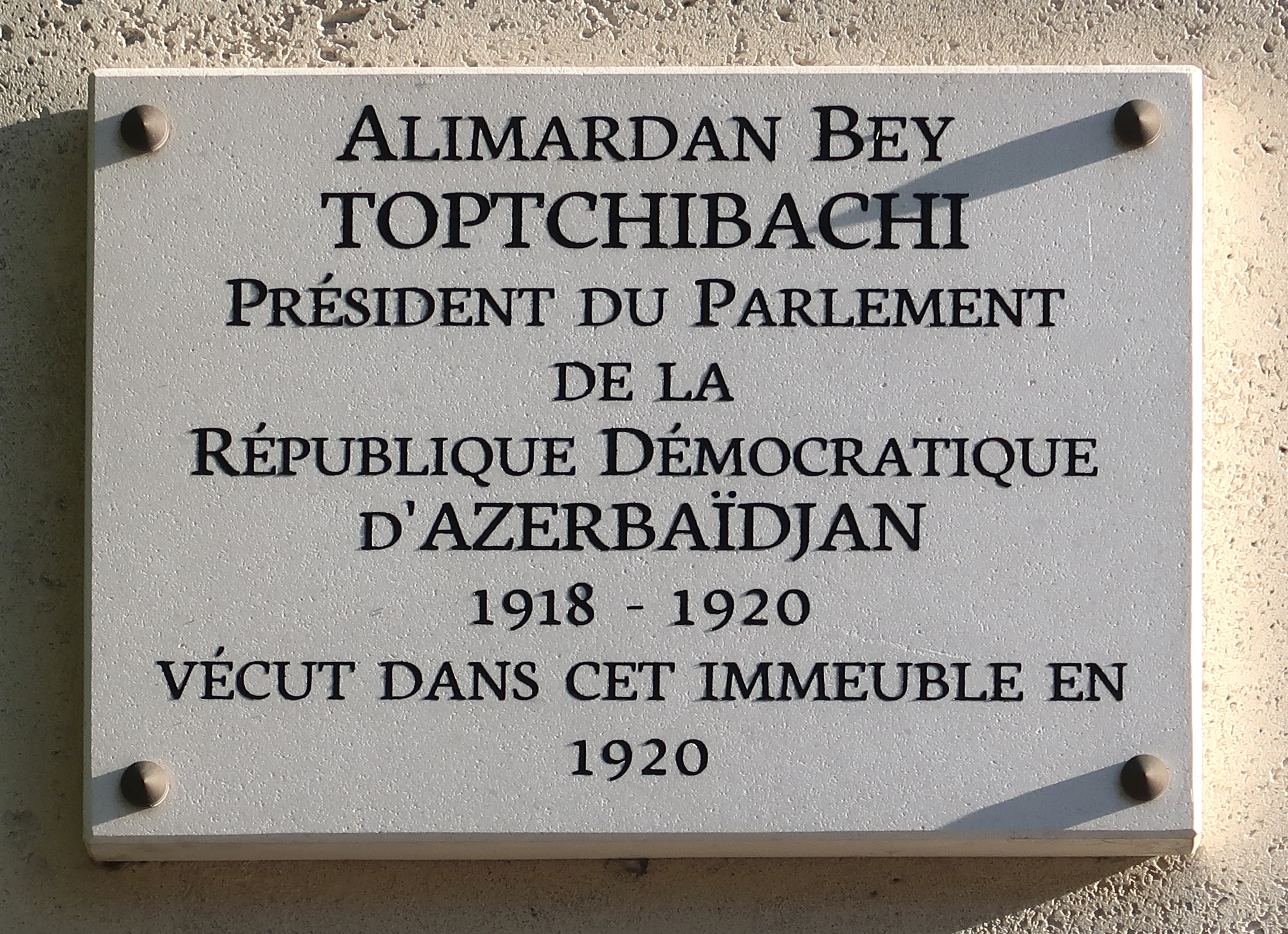
Plaque 37 rue Decamps (Paris).
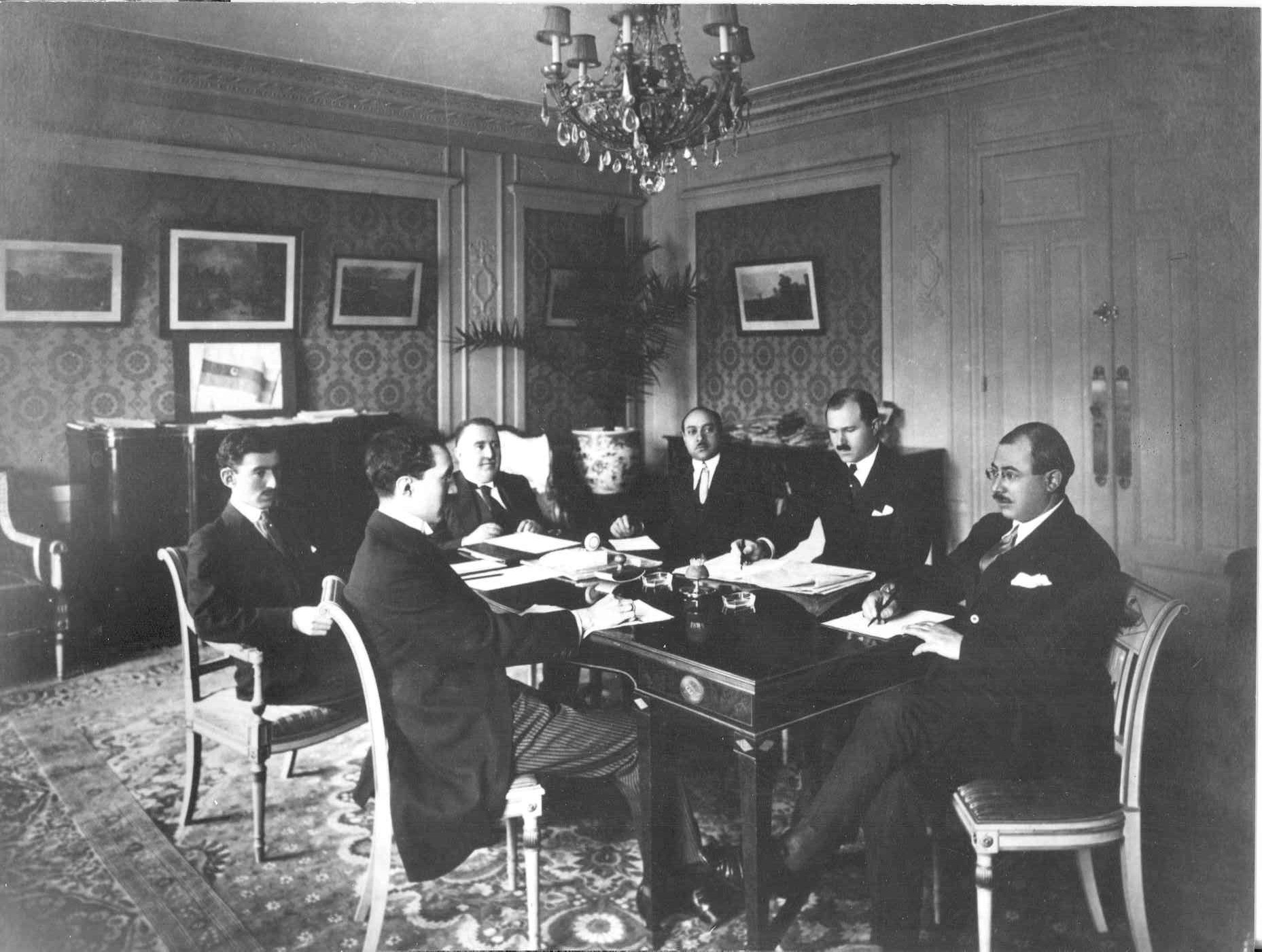
Conférence de la paix de Paris, 1919 délégation de l' Azerbaïdjan.
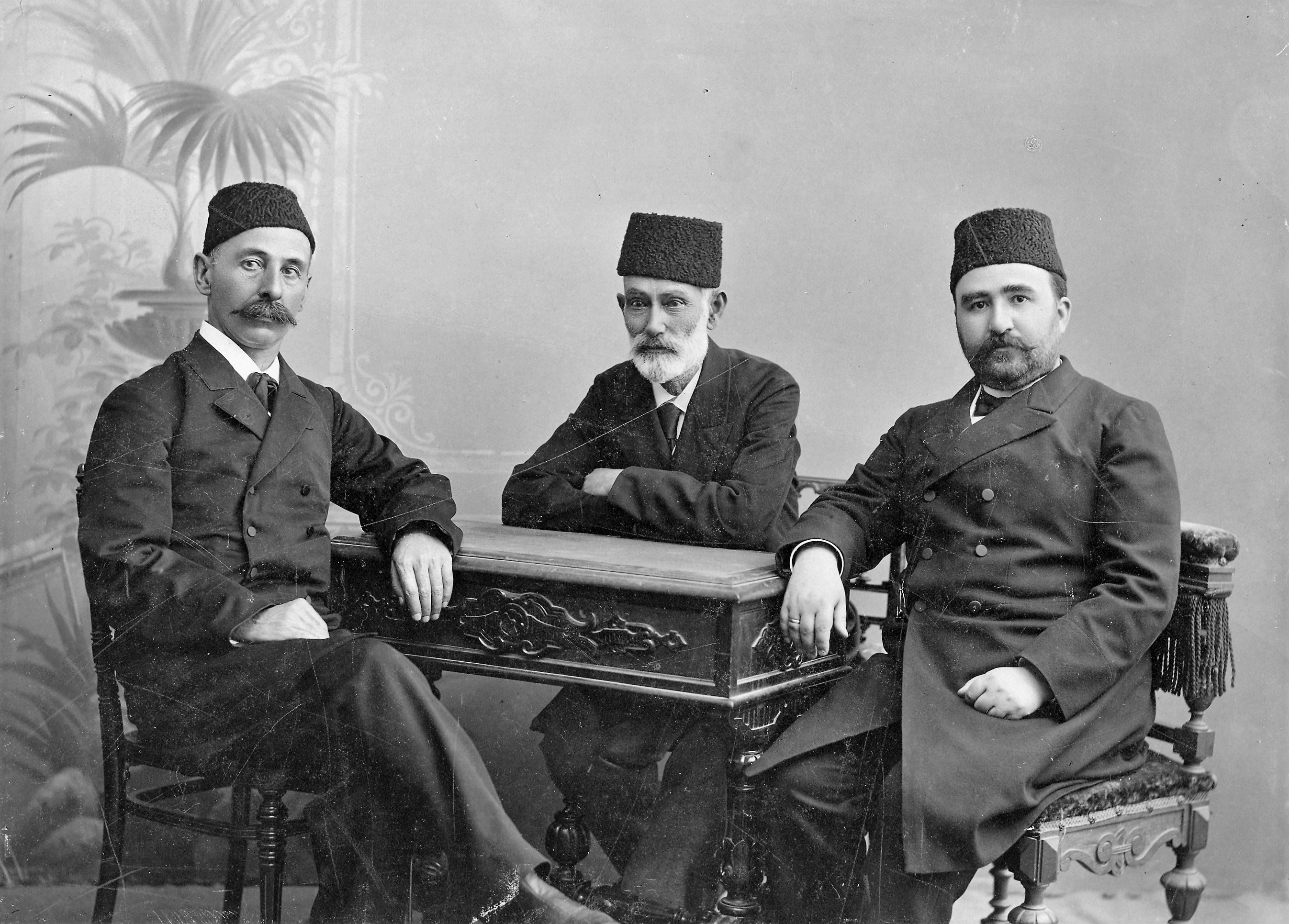
Avec Ismail Gasprinski et Hasan bey Zardabi en 1894 à Bakou.
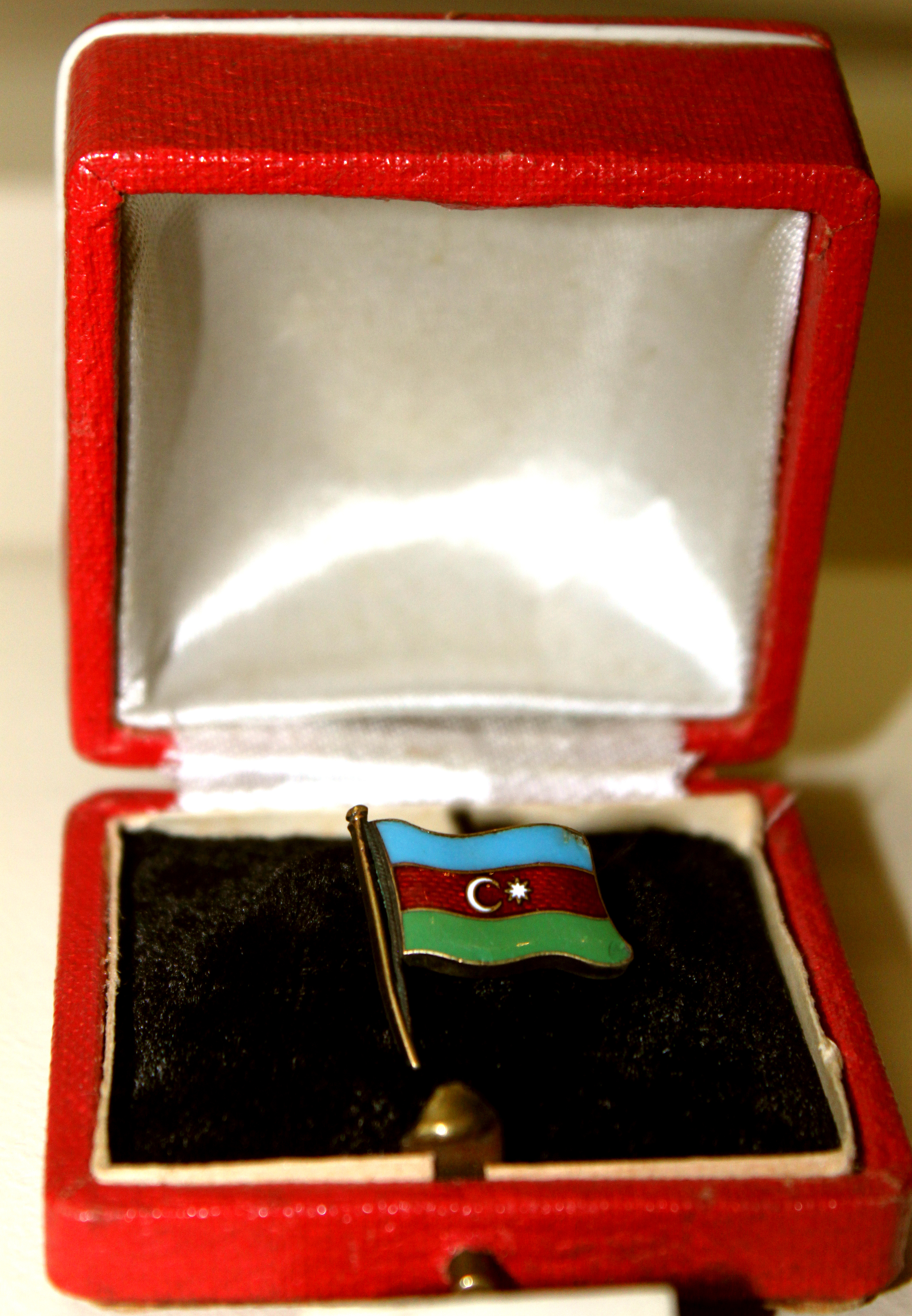
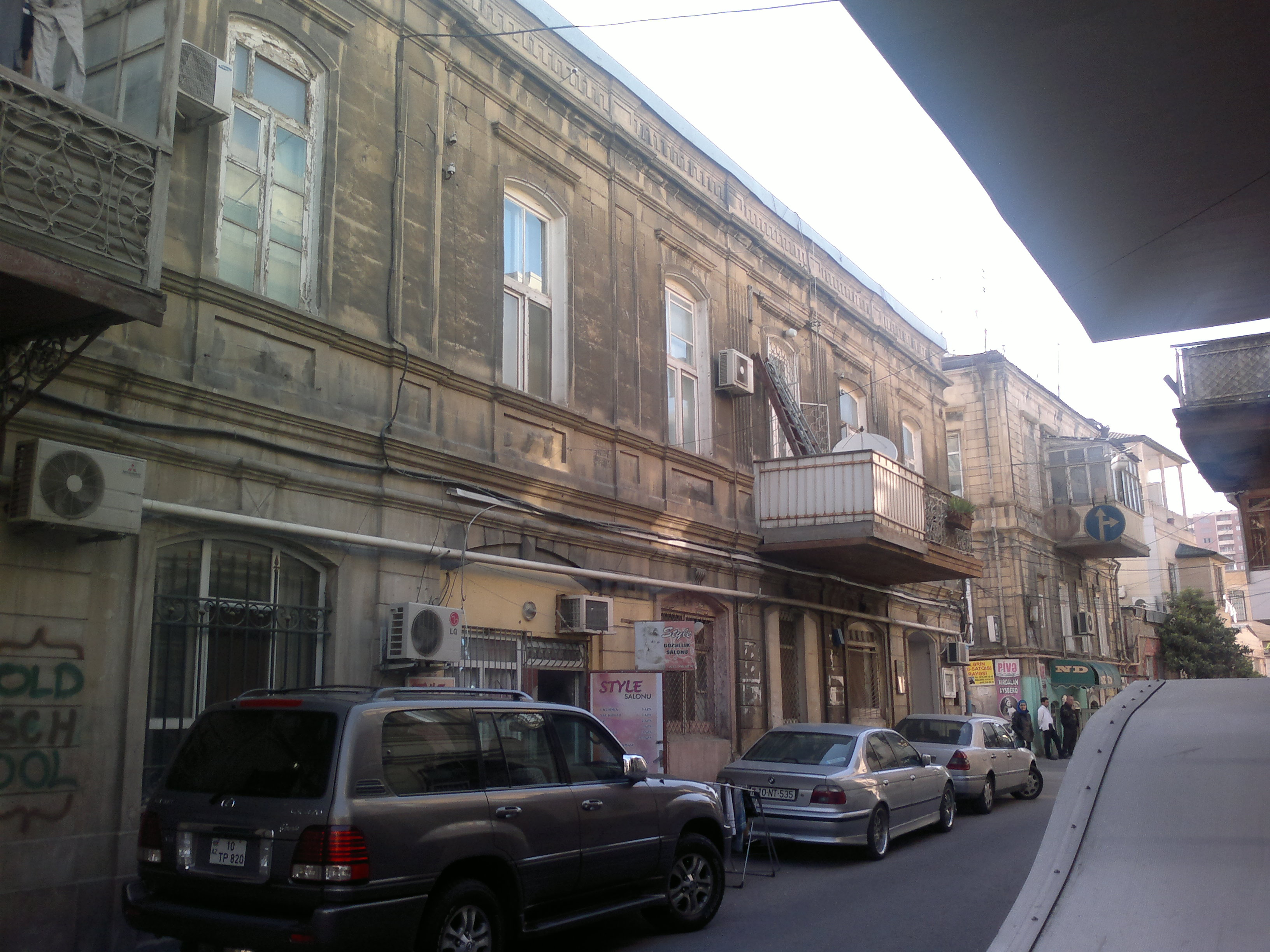